# Sebastian-Finsterwalder-Gymnasium

Das Schulgebäude im Jahr 1905

Das Sebastian-Finsterwalder-Gymnasium (SFG) ist eine weiterführende Schule in Rosenheim mit derzeit gut tausend Schülern. Drei Ausbildungsrichtungen werden angeboten, und neben dem traditionellen Gymnasium gibt es auch die offene Ganztagsschule. Das SFG ist eine staatliche Schule, benannt nach dem Glaziologen Sebastian Finsterwalder. Das SFG nimmt an dem Pilotprojekt „Partnerschulen für den Wintersport“ teil und besitzt mehrere Auszeichnungen wie „Schule ohne Rassismus – Schule mit Courage“ oder „Digitale Schule“.

## Geschichte

### Schulgeschichte
Die Schule wurde 1865 als Zeichen- und Gewerbeschule gegründet und am 1. August 1881 nach Erlass des bayerischen Königs Ludwigs II. in Hohenschwangau zu einer königlichen Realschule. Der Bayerische Landtag erhob sie 1922 zu einer Oberrealschule. 1925 wurde die erste Abiturprüfung durchgeführt. Seit 1965 trug die Schule den Namen „Finsterwalder-Gymnasium“. Seit 1961 wird zusätzlich der neusprachliche Zweig und ab 1990 die wirtschafts-wissenschaftliche Ausbildungsrichtung angeboten. Ab 1. August 2015 wurde der Schulname um den Vornamen des Namensgebers erweitert und heißt seitdem „Sebastian-Finsterwalder-Gymnasium Rosenheim“.

### Schülerverbindungen
Bis zur Zeit des Nationalsozialismus und der Gleichschaltung der Jugendverbände, gab es auf der Realschule, bzw. Oberrealschule, auch Schülerverbindungen nach akademischem Vorbild. Die Realabsolvia Rosenheim, die Absolvia Oberrealschule Rosenheim und die Abituria Oberrealschule Rosenheim sind drei bekannte Vereinigungen. Durch die Auflösung bzw. deren weiteres Bestehen im Untergrund während des Dritten Reichs, verliert sich die Spur in dieser Zeit.
Im Jahre 2011 wurde die Schülerverbindung Absolvia Rosenheim, stellvertretend für alle ehemaligen Rosenheimer Schülervereinigungen an allen Gymnasien der Stadt Rosenheim und im Landkreis Rosenheim, reaktiviert.

### Baugeschichte
Der heutige Altbau wurde 1891 bezogen. Das konstante Wachstum der königlichen Realschule machte schon 1904 eine Gebäudeerweiterung nötig (heutiger Altbau bzw. A-Trakt). Im Sommer 1968 wurde ein weiteres zuerst dreistöckiges Gebäude fertiggestellt (heutiger Neubau bzw. B-Trakt). Dieses wurde später noch um ein viertes Stockwerk und ein weiteres Treppenhaus ergänzt. 2009 wurde auf einem Teil des Parkplatzes ein moderner Bau mit Mensa und Arbeitsräumen im Obergeschoss errichtet. 2013 wurde ein neuer Verbindungstrakt mit Aufzug gebaut, der nun einen barrierefreien Zugang zu allen Stockwerken ermöglicht.

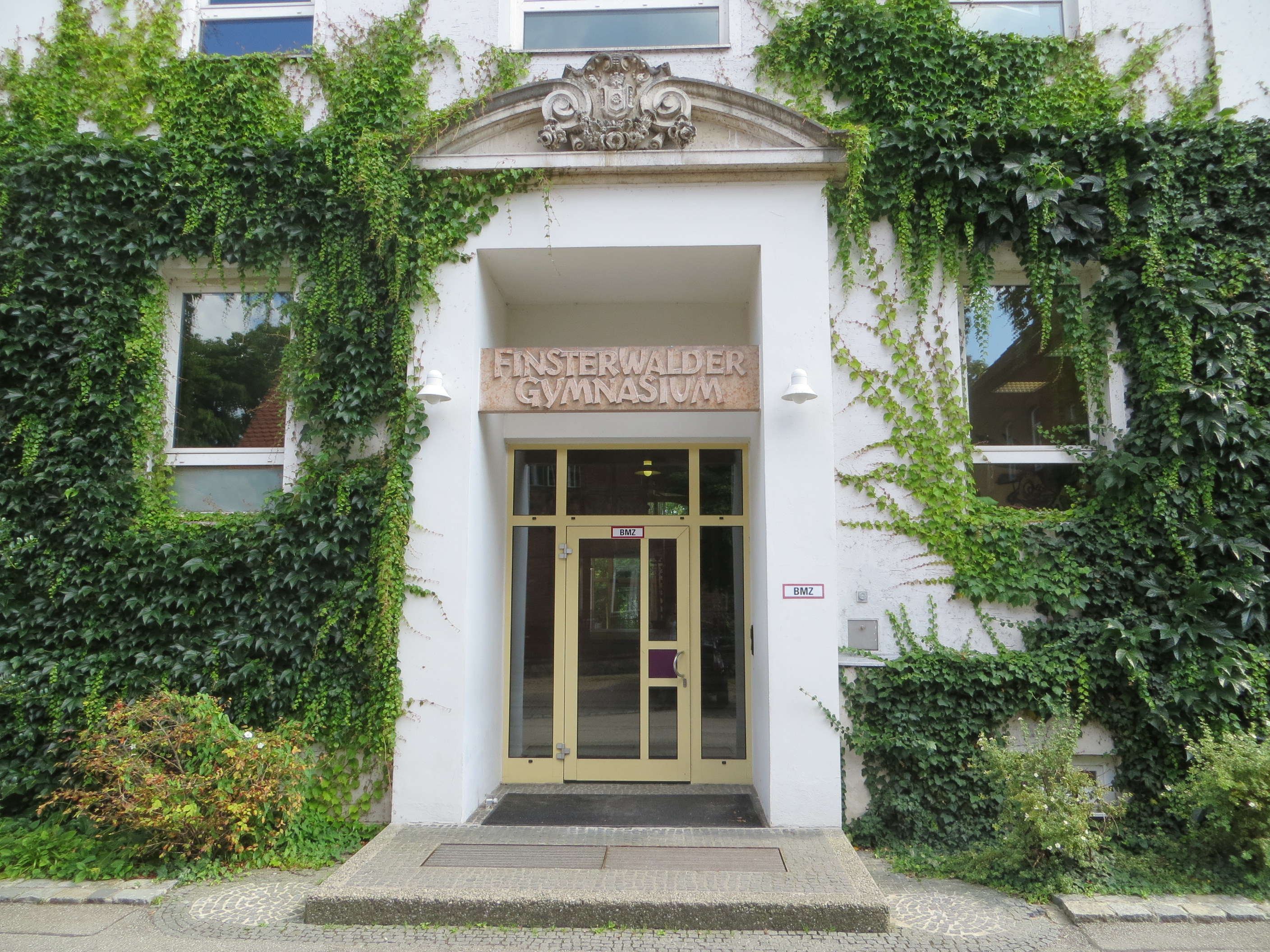
Ehemaliger Haupteingang im Altbau des Sebastian-Finsterwalder-Gymnasiums
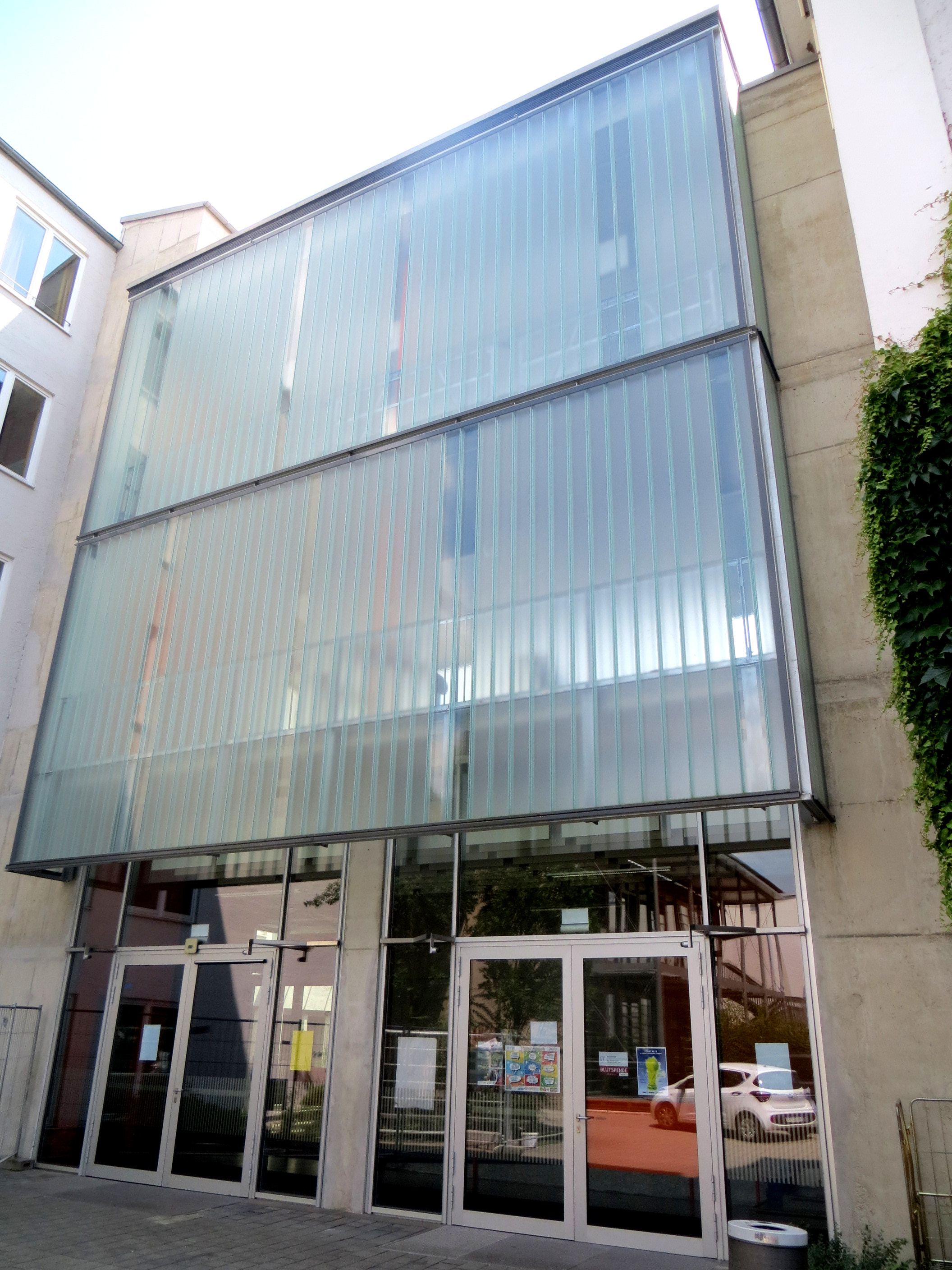
Haupteingang und Zwischentrakt zwischen Alt- und Neubau des Sebastian-Finsterwalder-Gymnasiums
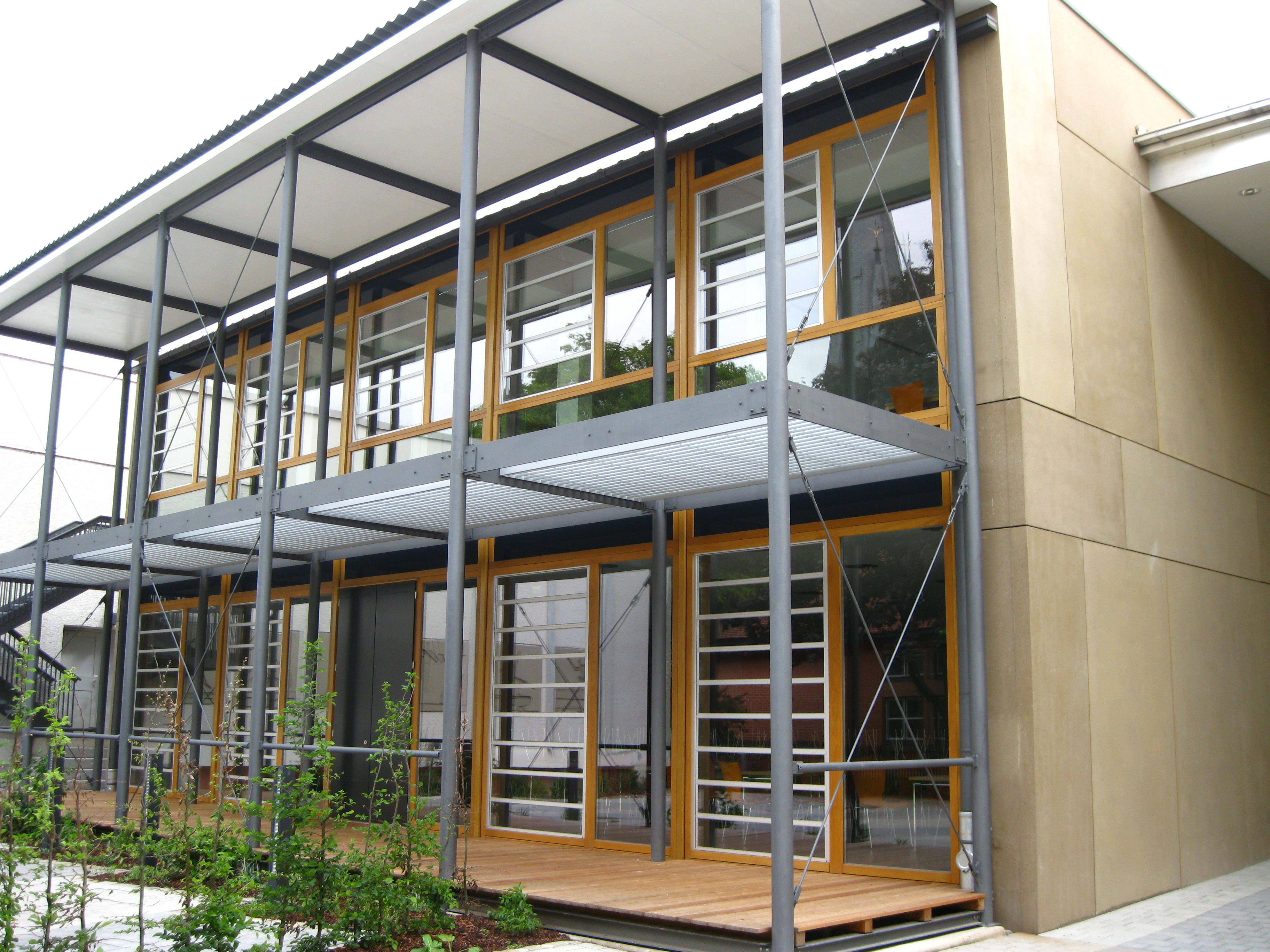
Neuer Anbau mit Mensa und neuer Schülerbibliothek des Sebastian-Finsterwalder-Gymnasiums
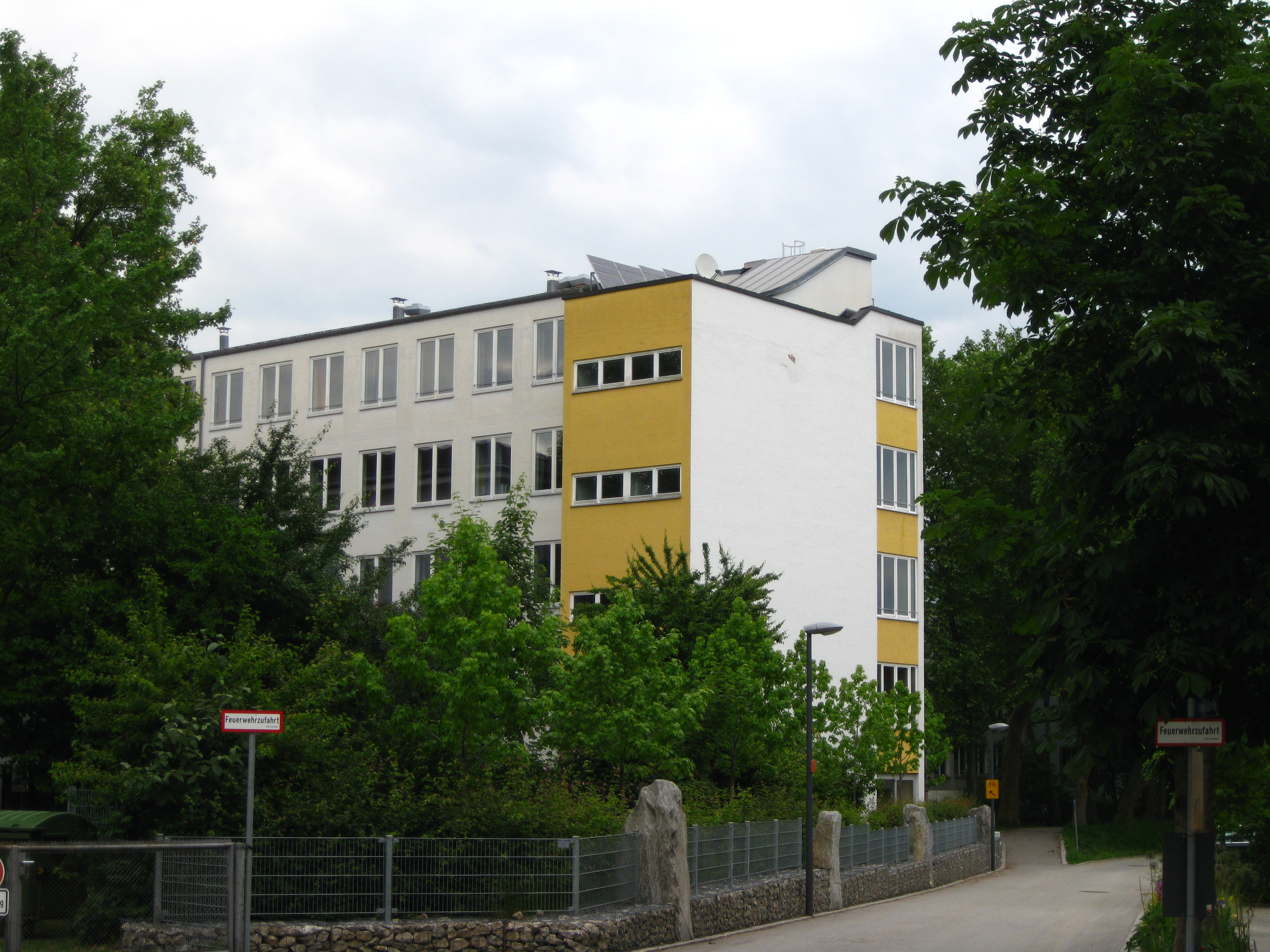
Neubau des Sebastian-Finsterwalder-Gymnasiums mit von Schülern gebauter Solaranlage (oben rechts)
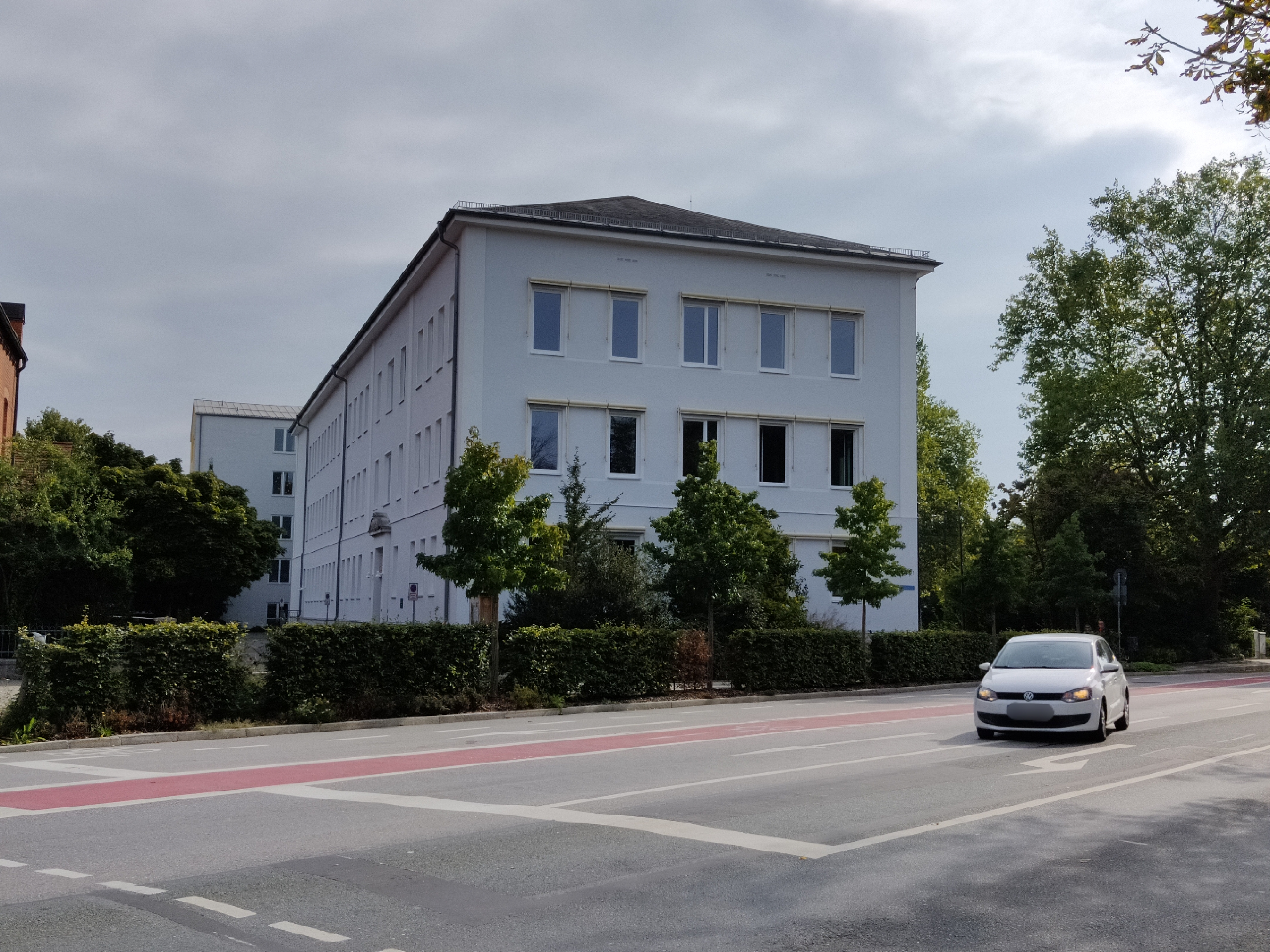
Altbau des Sebastian-Finsterwalder-Gymnasiums

## Schulleben
Das Verhältnis Mädchen zu Jungen liegt derzeit bei etwa 40 zu 60 Prozent. Das Einzugsgebiet der Schule geht deutlich über die Stadt Rosenheim hinaus. Die Zahl der aus dem Landkreis Rosenheim stammenden sogenannten „Fahrschüler“ liegt bei etwa 55 Prozent.

### Ausbildungsrichtungen
Derzeit verfügt die Schule über drei Ausbildungsrichtungen:
- NTG: Naturwissenschaftlich-technologische Ausbildungsrichtung
- SG: Sprachliche Ausbildungsrichtung
- WSG: Wirtschafts- und Sozialwissenschaftliche Ausbildungsrichtung mit Schwerpunkt Wirtschaftswissenschaften

### Schüleraustausch
Die Schule bietet Schüleraustauschprogramme nach Frankreich (Lycée Edouard Branly, Lyon), nach Australien (Bendigo South East College, Bendigo), nach Griechenland (Gymnasium von Rethymnon, Kreta) in die USA (Greendale High School, Greendale) an. Es bestand auch ein Programm in die Volksrepublik China (Yuxi), welches aber mittlerweile eingestellt ist. Es finden nicht jedes Jahr alle Fahrten statt und sind teils Sprachwahl abhängig.

## Bekannte Schüler
(Auswahl)
- Airen
- Sebastian Finsterwalder
- Mulo Francel
- Raimund („Mondi“) Hilger
- Anton Kathrein
- Armin Kratzert
- Clemens Mayer
- Marc Seliger
- Michael Zech
- Werner Stocker